# Glowe (ort)
Glowe är en kommun och ort i Landkreis Vorpommern-Rügen i Mecklenburg-Vorpommern i Tyskland. Glowe är en officiell kurort.
Kommunen ingår i kommunalförbundet Amt Nord-Rügen tillsammans med kommunerna Altenkirchen, Breege, Dranske, Lohme, Putgarten, Sagard och Wiek.

## Geografi
Glowe ligger cirka 18 kilometer norr om Bergen och ligger mittemellan halvön Jasmund och den smala landremsan Schaabe mellan Östersjön ( Tromper Wiek-bukten ) och lagunen i Großer Jasmunder Bodden. Glowe dokumenterades först 1314. Namnet "Glowe" kommer från slaviska Gluowa eller Glova och betyder "huvud", uppkallat efter den 9 meter höga Königshörn, en liten udde. Den lilla församlingen växte upp på och runt Königshörn.

## Historia
Området var en del av Furstendömet Rügen fram till 1326 och därefter hertigdömet Pommern. Enligt Westfalias fördrag 1648 blev Rügen, och därmed Glowes territorium, en del av svenska Pommern. År 1815 fördes Glowe, som en del av Nya västra Pommern, till det Preussiska provinsen Pommern. Sedan 1818 har Glowe ingått i länet Rügen.
När turism vid badorten inleddes i början av 1900-talet, expanderade den tidigare fiskebyn mer och mer till Schaabeskogens närliggande skog.
Från 1952 till 1955 var Glowe en del av Bergens län. Därefter blev byn en del av länet Rügen igen, denna gång i distriktet Rostock fram till 1990, då den blev en del av delstaten Mecklenburg-Vorpommern. 2011 slogs Rügen län samman till Vorpommern-Rügen.